# Oecetis kunenensis
Oecetis kunenensis är en nattsländeart som beskrevs av Barnard 1934. Oecetis kunenensis ingår i släktet Oecetis och familjen långhornssländor. Inga underarter finns listade i Catalogue of Life.